# Trapt
Trapt ist eine amerikanische Rockband aus Los Gatos, Kalifornien.

## Geschichte
Trapt wurde 1997 von Chris Brown (Gesang), Peter Charell (Bass), Simon Ormandy (Gitarre) und David Stege (Schlagzeug) in ihrer Highschoolzeit gegründet. Nach anfänglichen Hürden entschied sich die Band sich von Stege zu trennen. An seine Stelle trat schließlich Aaron Montgomery. Am 22. November 2002 erschien ihr Debütalbum Trapt, welches im Juni 2003 in den USA Platinstatus erreichte. 2005 veröffentlichten sie ihr zweites Album Someone in Control. Am 5. August 2008 erschien ihr drittes Album Only Through the Pain, am 12. Oktober 2010 das vierte Album mit dem Titel No Apologies. Einen Hit erzielte die Gruppe mit dem Stück Headstrong.

## Diskografie

### Studioalben
| Jahr | Titel                 | Höchstplatzierung, Gesamtwochen, AuszeichnungChartsChartplatzierungen (Jahr, Titel, Platzierungen, Wochen, Auszeichnungen, Anmerkungen) | Anmerkungen                              |
| Jahr | Titel                 | US | Anmerkungen                              |
| ---- | --------------------- | --- | ---------------------------------------- |
| 2002 | Trapt                 | US42 Platin · (82 Wo.)US | Erstveröffentlichung: 5. November 2002   |
| 2005 | Someone in Control    | US14 (9 Wo.)US | Erstveröffentlichung: 13. September 2005 |
| 2008 | Only Through the Pain | US18 (7 Wo.)US | Erstveröffentlichung: 5. August 2008     |
| 2010 | No Apologies          | US25 (3 Wo.)US | Erstveröffentlichung: 12. Oktober 2010   |
| 2013 | Reborn                | US44 (2 Wo.)US | Erstveröffentlichung: 22. Januar 2013    |
| 2016 | DNA                   | US148 (1 Wo.)US | Erstveröffentlichung: 19. August 2016    |

### EPs
| Jahr | Titel         | Anmerkungen                              |
| ---- | ------------- | ---------------------------------------- |
| 2000 | Glimpse       | Erstveröffentlichung: 2000               |
| 2003 | Made of Glass | Erstveröffentlichung: 30. September 2003 |
| 2004 | Trapt         | Erstveröffentlichung: 30. März 2004      |

Weitere Alben
- 1999: Amalgamation
- 2007: Live!
- 2011: Headstrong Greatest Hits
- 2014: The Acoustic Collection

### Singles
| Jahr | Titel Album       | Höchstplatzierung, Gesamtwochen, AuszeichnungChartplatzierungen (Jahr, Titel, Album, Platzierungen, Wochen, Auszeichnungen, Anmerkungen) | Höchstplatzierung, Gesamtwochen, AuszeichnungChartplatzierungen (Jahr, Titel, Album, Platzierungen, Wochen, Auszeichnungen, Anmerkungen) | Anmerkungen                            |
| Jahr | Titel Album       | UK | US | Anmerkungen                            |
| ---- | ----------------- | --- | --- | -------------------------------------- |
| 2002 | Headstrong Trapt  | UK— SilberUK | US16 Platin · (43 Wo.)US | Erstveröffentlichung: 18. Oktober 2002 |
| 2003 | Still Frame Trapt | — | US69 (20 Wo.)US | Erstveröffentlichung: 20. Mai 2003     |

Weitere Singles
- 2003: Echo
- 2005: Stand Up
- 2006: Waiting
- 2006: Disconnected (Out of Touch)
- 2008: Stay Alive
- 2008: Who’s Going Home with You Tonight?
- 2009: Contagious
- 2009: Black Rose
- 2010: Sound Off
- 2011: End of My Rope
- 2012: Bring It
- 2013: Love Hate Relationship
- 2013: Living in the Eye of the Storm
- 2015: Passenger
- 2015: Human (Like the Rest of Us)
- 2016: It’s Over

## Auszeichnungen für Musikverkäufe
| Platin-Schallplatte - Neuseeland - 2022: für die Single Headstrong |

Anmerkung: Auszeichnungen in Ländern aus den Charttabellen bzw. Chartboxen sind in ebendiesen zu finden.
| Land/RegionAuszeichnungen für Musikverkäufe (Land/Region, Auszeichnungen, Verkäufe, Quellen) | Silber  | Gold | Platin     | Verkäufe  | Quellen          |
| -------------------------------------------------------------------------------------------- | ------- | ---- | ---------- | --------- | ---------------- |
| Neuseeland (RMNZ)                                                                            | —       | —    | Platin1    | 30.000    | radioscope.co.nz |
| Vereinigte Staaten (RIAA)                                                                    | —       | —    | 2× Platin2 | 2.000.000 | riaa.com         |
| Vereinigtes Königreich (BPI)                                                                 | Silber1 | —    | —          | 200.000   | bpi.co.uk        |
| Insgesamt                                                                                    | Silber1 | —    | 3× Platin3 |           |                  |